# Mons Bradley

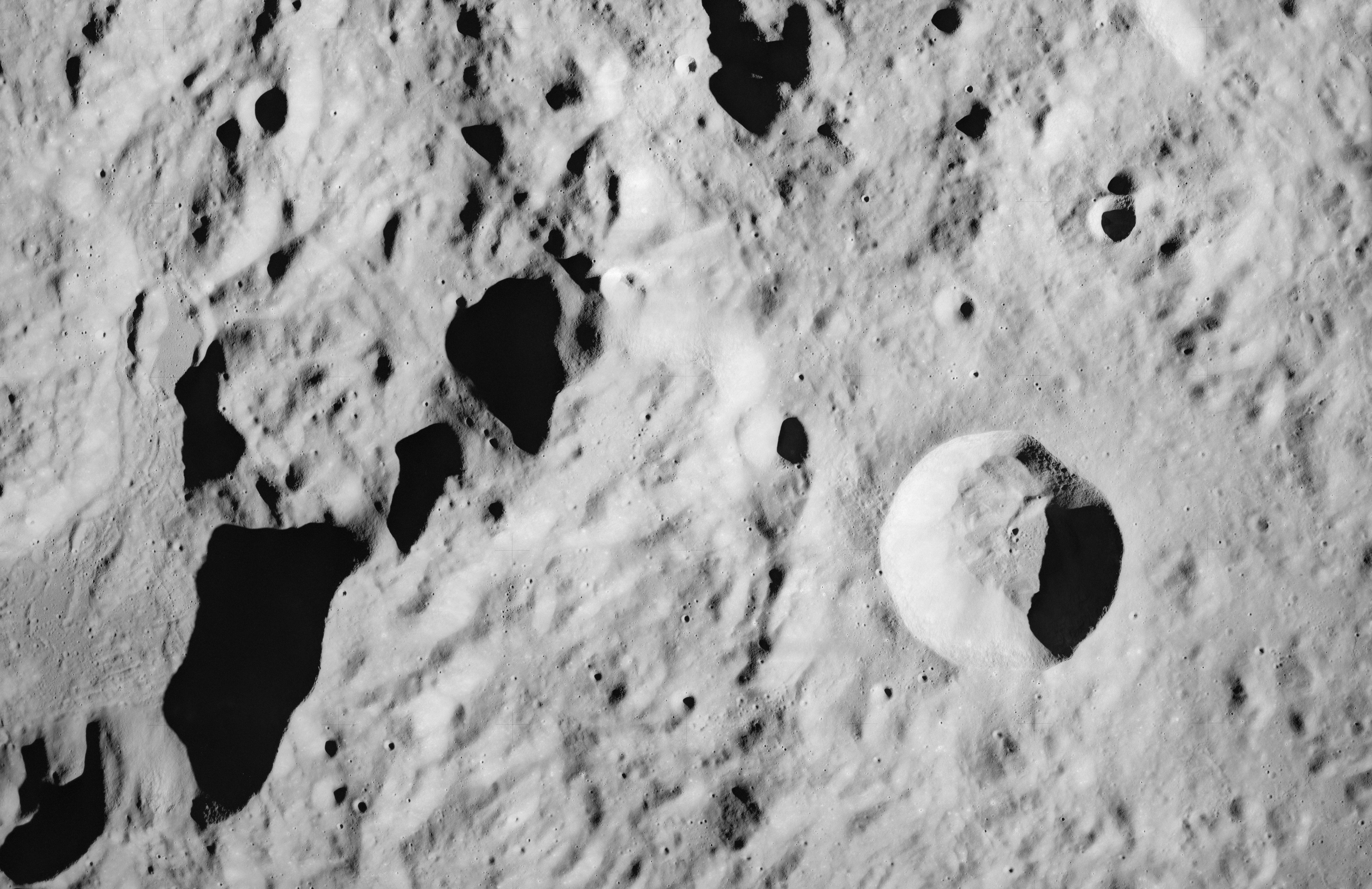
Mons Bradley je dlouhý hřeben vrhající stín na snímku vlevo. Velký kráter napravo je Conon.

Mons Bradley je horský masiv v pohoří Montes Apenninus (Apeniny) na přivrácené straně Měsíce. Je vysoký 4 200 m a má průměr základny 30 km. Leží blízko nultého poledníku, střední selenografické souřadnice jsou 21,7° S a 0,4° V.
Východně se nachází kráter Conon, severně pak 130 km dlouhá přímá brázda Rima Bradley.

## Název
Hora je pojmenována podle anglického astronoma Jamese Bradleyho, objevitele aberace světla hvězd a nutace.